# Copris eburneus
Copris eburneus är en skalbaggsart som beskrevs av Yves Cambefort 1992. Copris eburneus ingår i släktet Copris och familjen bladhorningar. Inga underarter finns listade i Catalogue of Life.